# Lista miniștrilor afacerilor externe în anul 2024
Lista miniștrilor afacerilor externe în anul 2024 se bazează pe Lista statelor lumii și pe Lista de teritorii dependente, așa cum sunt ele cunoscute de la 1 ianuarie 2024 pâna la 31 decembrie 2024.
Gruparea acestora s-a făcut pe baza statutului entitătii pe care o reprezintă după cum urmează State independente recunoscute cvasigeneral, State independente recunoscute parțial de comunitatea internațională, State independente nerecunoscute, Entități cu statut apropiat de cel de stat, Diviziuni administrative autonome,  Territorii nesuverane, autonome sau cu administrație specială și Guverne alternative și / sau în exil.
Ministrul afacerilor externe (numele oficial al funcției poate diferi de la stat la stat conform uzanțelor naționale) este acel membru al guvenului însărcinat cu aplicarea politicii externe a statului și asigurarea relațiilor cu alte state și organizații internaționale cu responsabilități executive. Un ministru al afacerilor externe poate asigura uneori și alte portofolii în cadrul unui guvern. Deoarece aceste portofolii nu prezintă interes pentru această listă, ele nu au fost prezentate.
Pot avea miniștri de externe și teritoriile autonome, fie ele diviziuni administrative sau teritorii dependente.

## State independente recunoscute cvasigeneral
| Statul                                   | Funcția | Numele                                                                                               | Începând cu                 |
| ---------------------------------------- | --- | --- | --------------------------- |
| Afganistan (vezi și : §10)               | Ministru al afacerilor externe                                                                                      | mollah Amir Khan Muttaqi (interimar)                                                                 | 7 septembrie 2021           |
| Africa de Sud                            | Miniștri ai relațiilor internaționale și cooperării (succesivi)                                                     | Ronald Lamola                                                                                        | 3 iulie 2024                |
| Africa de Sud                            | Miniștri ai relațiilor internaționale și cooperării (succesivi)                                                     | Naledi Pandor                                                                                        | 29 mai 2019                 |
| Albania                                  | Ministru al afacerilor externe și europene                                                                          | Igli Hasani                                                                                          | 12 septembrie 2023          |
| Algeria                                  | Ministru al afacerilor externe și cooperării internaționale                                                         | Ahmed Attaf                                                                                          | 16 martie 2023              |
| Andorra                                  | Ministru al afacerilor externe                                                                                      | Imma Tor                                                                                             | 15 mai 2023                 |
| Angola                                   | Ministru al relațiilor externe                                                                                      | Tete António                                                                                         | 6 aprilie 2020              |
| Antigua și Barbuda                       | Ministru al afacerilor externe                                                                                      | E.P. Chet Greene                                                                                     | 22 martie 2018              |
| Arabia Saudită                           | Ministru al afacerilor externe                                                                                      | Faisal bin Farhan Al Saud                                                                            | 29 octombrie 2019           |
| Argentina                                | Miniștri ai afacerilor externe (succesivi)                                                                          | Gerardo Werthein                                                                                     | 30 octombrie 2024           |
| Argentina                                | Miniștri ai afacerilor externe (succesivi)                                                                          | Diana Mondino                                                                                        | 10 decembrie 2023           |
| Armenia                                  | Ministru al afacerilor externe                                                                                      | Ararat Mirzoyan                                                                                      | 19 august 2021              |
| Australia                                | Ministru pentru afacerile externe                                                                                   | Penny Wong                                                                                           | 23 mai 2022                 |
| Austria                                  | Ministru federal pentru afacerile externe și integrarea europeană                                                   | Alexander Schallenberg                                                                               | 6 decembrie 2021            |
| Azerbaidjan · (vezi și : §10)            | Ministru al afacerilor externe                                                                                      | Jeykhun Bayramov                                                                                     | 16 iulie 2020               |
| Bahamas                                  | Ministru al afacerilor externe și imigrației                                                                        | Fred Mitchell                                                                                        | 20 septembrie 2021          |
| Bahrain                                  | Ministru al afacerilor externe                                                                                      | Abdullatif bin Rashid Al Zayani                                                                      | 11 februarie 2020           |
| Bangladesh                               | Miniștri ai afacerilor externe (succesivi)                                                                          | Md. Touhid Hossain (consilier)                                                                       | 9 august 2024               |
| Bangladesh                               | Miniștri ai afacerilor externe (succesivi)                                                                          | funcție vacantă                                                                                      | 5 august 2024               |
| Bangladesh                               | Miniștri ai afacerilor externe (succesivi)                                                                          | Muhammad Hasan Mahmud                                                                                | 11 ianuarie 2024            |
| Bangladesh                               | Miniștri ai afacerilor externe (succesivi)                                                                          | Abulkalam Abdul Momen                                                                                | 6 ianuarie 2019             |
| Barbados                                 | Ministru al afacerilor externe                                                                                      | Kerrie Symmonds                                                                                      | 26 octombrie 2022           |
| Belarus (vezi și : § 10)                 | Miniștri ai afacerilor externe (succesivi)                                                                          | Maksim Ryzhenkov                                                                                     | 28 iunie 2024               |
| Belarus (vezi și : § 10)                 | Miniștri ai afacerilor externe (succesivi)                                                                          | Sergei Aleinik                                                                                       | 13 decembrie 2022           |
| Belgia · (vezi și : § 11)                | Miniștri ai afacerilor externe și europene (succesivi)                                                              | Bernard Quintin                                                                                      | 2 decembrie 2024            |
| Belgia · (vezi și : § 11)                | Miniștri ai afacerilor externe și europene (succesivi)                                                              | Hadja Lahbib                                                                                         | 15 iulie 2022               |
| Belize                                   | Ministru al afacerilor externe                                                                                      | Francis Fonseca                                                                                      | 1 ianuarie 2024             |
| Benin                                    | Ministru al afacerilor externe, integrării africane, francofoniei și beninezilor din străinătate                    | Olushegun Adjadi Bakari                                                                              | 6 iunie 2023                |
| Bhutan                                   | Miniștri ai afacerilor externe (succesivi)                                                                          | lyonpo Dinanath Dhungyel                                                                             | 28 ianuarie 2024            |
| Bhutan                                   | Miniștri ai afacerilor externe (succesivi)                                                                          | Dasho Chhewang Rinzin (consilier)                                                                    | 1 noiembrie 2023            |
| Birmania · (vezi și : § 10)              | Ministru al afacerilor externe                                                                                      | Than Swe (corevendicator ȋncepȃnd cu 1 februarie 2023)                                               | 1 februarie 2023            |
| Bolivia                                  | Ministru al relațiilor externe                                                                                      | Celinda Sosa                                                                                         | 27 noiembrie 2023           |
| Bosnia și Herzegovina                    | Ministru al afacerilor externe                                                                                      | Elmedin Konaković                                                                                    | 25 ianuarie 2023            |
| Botswana                                 | Miniștri ai afacerilor internaționale și cooperării (succesivi)                                                     | Phenyo Butale                                                                                        | 11 noiembrie 2024           |
| Botswana                                 | Miniștri ai afacerilor internaționale și cooperării (succesivi)                                                     | Lemogang Kwape                                                                                       | 26 august 2020              |
| Brazilia                                 | Ministru al relațiilor externe                                                                                      | Mauro Vieira                                                                                         | 1 ianuarie 2023             |
| Brunei                                   | Ministru al afacerilor externe                                                                                      | Hassanal Bolkiah (sultan și prim-ministru)                                                           | 22 octombrie 2015           |
| Brunei                                   | Ministru secund al afacerilor externe                                                                               | Erywan Yusof                                                                                         | 31 ianuarie 2018            |
| Bulgaria                                 | Miniștri ai afacerilor externe (succesivi)                                                                          | Ivan Kondov                                                                                          | 27 august 2024              |
| Bulgaria                                 | Miniștri ai afacerilor externe (succesivi)                                                                          | Dimitar Glavchev (prim-ministru)                                                                     | 22 aprilie 2024             |
| Bulgaria                                 | Miniștri ai afacerilor externe (succesivi)                                                                          | Stefan Dimitrov                                                                                      | 9 aprilie 2024              |
| Bulgaria                                 | Miniștri ai afacerilor externe (succesivi)                                                                          | Mariya Gabriel                                                                                       | 6 iunie 2023                |
| Burkina Faso                             | Ministru al afacerilor externe, cooperării și burkinezilor din străinătate                                          | Karamoko Jean Marie Traoré                                                                           | 17 decembrie 2023           |
| Burundi                                  | Ministru al relațiilor externe și cooperării                                                                        | Albert Shingiro                                                                                      | 28 iunie 2020               |
| Cambodgia                                | Miniștri ai afacerilor externe și cooperării internaționale (succesivi)                                             | Prak Sokhon                                                                                          | 20 noiembrie 2024           |
| Cambodgia                                | Miniștri ai afacerilor externe și cooperării internaționale (succesivi)                                             | Sok Chenda Sophea                                                                                    | 22 august 2023              |
| Camerun                                  | Ministru al relațiilor externe                                                                                      | Lejeune Mbella Mbella                                                                                | 2 octombrie 2015            |
| Canada · (vezi și : § 11)                | Ministru al afacerilor externe                                                                                      | Mélanie Joly                                                                                         | 26 octombrie 2021           |
| Capul Verde                              | Miniștri ai afacerilor externe (succesivi)                                                                          | José Filomeno de Carvalho Dias Monteiro                                                              | 9 octombrie 2024            |
| Capul Verde                              | Miniștri ai afacerilor externe (succesivi)                                                                          | Rui Figueiredo Soares                                                                                | 14 ianuarie 2021            |
| Cehia                                    | Ministru al afacerilor externe                                                                                      | Jan Lipavský                                                                                         | 17 decembrie 2021           |
| Centrafricană, Republica                 | Ministru al afacerilor externe, integrării africane, francofoniei și centrafricanilor din străinătate               | Sylvie Baïpo-Temon                                                                                   | 14 decembrie 2018           |
| Chile                                    | Ministru al afacerilor externe                                                                                      | Alberto van Klaveren                                                                                 | 10 martie 2023              |
| China (vezi și : § 2, și § 10)           | Ministru al afacerilor externe                                                                                      | Wang Yi                                                                                              | 25 iulie 2023               |
| Ciad                                     | Miniștri ai afacerilor externe, integrării africane și cooperării internaționale (succesivi)                        | Abderaman Koulamallah                                                                                | 28 mai 2024                 |
| Ciad                                     | Miniștri ai afacerilor externe, integrării africane și cooperării internaționale (succesivi)                        | Mahamat Saleh Annadif                                                                                | 14 octombrie 2022           |
| Cipru · (vezi și : § 2)                  | Ministru al afacerilor externe                                                                                      | Konstantinos Kombos                                                                                  | 1 martie 2023               |
| Coasta de Fildeș                         | Ministru al afacerilor externe                                                                                      | Kacou Houadja Léon Adom                                                                              | 17 octombrie 2023           |
| Columbia                                 | Miniștri ai relațiilor externe (succesivi)                                                                          | Luis Gilberto Murillo                                                                                | 2 februarie 2024            |
| Columbia                                 | Miniștri ai relațiilor externe (succesivi)                                                                          | Álvaro Leyva                                                                                         | 7 august 2022 - 21 mzi 2024 |
| Comore                                   | Miniștri ai relațiilor externe, cooperării internaționale și comorienilor din străinătate (succesivi)               | Mbae Mohamed                                                                                         | 1 iulie 2024                |
| Comore                                   | Miniștri ai relațiilor externe, cooperării internaționale și comorienilor din străinătate (succesivi)               | Dhoihir Dhoulkamal                                                                                   | 28 septembrie 2020          |
| Congo, Republica                         | Ministru al afacerilor externe, cooperării și congolezilor din străinătate                                          | Jean-Claude Gakosso                                                                                  | 10 august 2015              |
| Congo, Republica Democrată               | Miniștri ai afacerilor externe și integrării regionale (succesivi)                                                  | Thérèse Kayibuamba                                                                                   | 12 iunie 2024               |
| Congo, Republica Democrată               | Miniștri ai afacerilor externe și integrării regionale (succesivi)                                                  | Christophe Lutundula                                                                                 | 27 aprilie 2021             |
| Coreea, Republica                        | Miniștri ai afacerilor externe (succesivi)                                                                          | Cho Tae-yul                                                                                          | 11 ianuarie 2024            |
| Coreea, Republica                        | Miniștri ai afacerilor externe (succesivi)                                                                          | Park Jin                                                                                             | 12 mai 2022                 |
| Coreeană, R.P.D.                         | Ministru al afacerilor externe                                                                                      | Choe Son-hui                                                                                         | 11 iunie 2022               |
| Costa Rica                               | Ministru al relațiilor externe                                                                                      | Arnoldo André Tinoco                                                                                 | 8 mai 2022                  |
| Croația                                  | Ministru al afacerilor externe și europene                                                                          | Gordan Grlić Radman                                                                                  | 19 iulie 2019               |
| Cuba                                     | Ministru al relațiilor externe                                                                                      | Bruno Rodríguez Parrilla                                                                             | 2 martie 2009               |
| Danemarca · (vezi și : § 9)              | Ministru pentru afacerile externe                                                                                   | Lars Løkke Rasmussen                                                                                 | 15 decembrie 2022           |
| Djibouti                                 | Ministru al afacerilor externe și cooperării internaționale                                                         | Mahamoud Ali Youssouf                                                                                | 22 mai 2005                 |
| Dominica                                 | Ministru al afacerilor externe și ale CARICOM                                                                       | Vince Henderson                                                                                      | 12 decembrie 2022           |
| Dominicană, Republica                    | Ministru al afacerilor externe                                                                                      | Roberto Álvarez                                                                                      | 16 august 2020              |
| Ecuador                                  | Ministru al relațiilor externe și integrării                                                                        | Gabriela Sommerfeld                                                                                  | 23 noiembrie 2023           |
| Egipt                                    | Miniștri ai afacerilor externe (succesivi)                                                                          | Badr Abdelatty                                                                                       | 3 iulie 2024                |
| Egipt                                    | Miniștri ai afacerilor externe (succesivi)                                                                          | Sameh Shoukry                                                                                        | 17 iunie 2014               |
| El Salvador                              | Ministru al relațiilor externe                                                                                      | Alexandra Hill Tinoco                                                                                | 1 iunie 2019                |
| Elveția                                  | Șeful Departamentului Federal al Afacerilor Externe                                                                 | Ignazio Cassis                                                                                       | 1 noiembrie 2017            |
| Emiratele Arabe Unite                    | Ministru al afacerilor externe                                                                                      | șeic Abdullah bin Zayed Al Nahyan                                                                    | 9 februarie 2006            |
| Eritreea                                 | Ministru al afacerilor externe                                                                                      | Osman Saleh Mohammed                                                                                 | 16 aprilie 2007             |
| Estonia · (vezi și : §10)                | Ministru al afacerilor externe                                                                                      | Margus Tsahkna                                                                                       | 17 aprilie 2023             |
| Eswatini                                 | Ministru al afacerilor externe și cooperării internaționale                                                         | Pholile Shakantu                                                                                     | 13 noiembrie 2023           |
| Etiopia                                  | Miniștri ai afacerilor externe (succesivi)                                                                          | Gedion Timotheos                                                                                     | 18 octombrie 2024           |
| Etiopia                                  | Miniștri ai afacerilor externe (succesivi)                                                                          | Taye Atske Selassie (președinte)                                                                     | 8 februarie 2024            |
| Etiopia                                  | Miniștri ai afacerilor externe (succesivi)                                                                          | Demeke Mekonnen                                                                                      | 8 noiembrie 2020            |
| Fiji                                     | Ministru pentru afacerile externe                                                                                   | Sitiveni Rabuka (prim ministru)                                                                      | 24 decembrie 2022           |
| Filipine                                 | Secretar al afacerilor externe                                                                                      | Enrique Manalo                                                                                       | 1 iulie 2022                |
| Finlanda                                 | Ministru al afacerilor externe                                                                                      | Elina Valtonen                                                                                       | 20 iunie 2023               |
| Franța · (vezi și : § 6)                 | Miniștri ai Europei și ai afacerilor externe (succesivi)                                                            | Jean-Noël Barrot                                                                                     | 21 septembrie 2024          |
| Franța · (vezi și : § 6)                 | Miniștri ai Europei și ai afacerilor externe (succesivi)                                                            | Stéphane Séjourné                                                                                    | 11 ianuarie 2024            |
| Franța · (vezi și : § 6)                 | Miniștri ai Europei și ai afacerilor externe (succesivi)                                                            | Catherine Colonna                                                                                    | 21 mai 2022                 |
| Gabon                                    | Ministru al afacerilor externe, cooperării internaționale și francofoniei, însărcinați cu gabonezii din străinătate | Régis Onanga Mamadou Ndiaye                                                                          | 9 septembrie 2023           |
| Gambia                                   | Ministru al afacerilor externe                                                                                      | Mamadou Tangara                                                                                      | 29 iunie 2018               |
| Georgia · (vezi și: § 2)                 | Miniștri ai afacerilor externe (succesivi)                                                                          | Maka Bochorishvili                                                                                   | 28 noirmbrie 2024           |
| Georgia · (vezi și: § 2)                 | Miniștri ai afacerilor externe (succesivi)                                                                          | Ilia Darchiashvili                                                                                   | 4 aprilie 2022              |
| Germania                                 | Ministru al afacerilor externe                                                                                      | Annalena Baerbock                                                                                    | 8 decembrie 2021            |
| Ghana                                    | Ministru al afacerilor externe și integrării regionale                                                              | Shirley Ayorkor Botchway                                                                             | 28 ianuarie 2017            |
| Grecia                                   | Ministru al afacerilor externe                                                                                      | Giorgos Gerapetritis                                                                                 | 28 iunie 2023               |
| Grenada                                  | Ministru al afacerilor externe                                                                                      | Joseph Andall                                                                                        | 30 iunie 2022               |
| Guatemala                                | Miniștri ai relațiilor externe (succesivi)                                                                          | Carlos Ramiro Martínez                                                                               | 15 ianuarie 2024            |
| Guatemala                                | Miniștri ai relațiilor externe (succesivi)                                                                          | Mario Búcaro                                                                                         | 1 februarie 2022            |
| Guineea                                  | Ministru al afacerilor externe și guineezilor din străinătate                                                       | Morissanda Kouyaté                                                                                   | 25 octombrie 2021           |
| Guineea-Bissau                           | Ministru al afacerilor externe și cooperării internaționale                                                         | Carlos Pinto Pereira                                                                                 | 13 august 2023              |
| Guineea Ecuatorială                      | Ministru al afacerilor extene și cooperării internaționale                                                          | Simeón Oyono Esono Angue                                                                             | 6 februarie 2018            |
| Guyana                                   | Ministru al afacerilor externe                                                                                      | Hugh Todd                                                                                            | 5 august 2020               |
| Haiti                                    | Miniștri ai afacerilor externe (succesivi)                                                                          | Jean Harvel Victor Jean-Baptiste                                                                     | 15 noiembrie 2024           |
| Haiti                                    | Miniștri ai afacerilor externe (succesivi)                                                                          | Dominique Dupuy                                                                                      | 10 iunie 2024               |
| Haiti                                    | Miniștri ai afacerilor externe (succesivi)                                                                          | Jean Victor Généus                                                                                   | 24 noiembrie 2021           |
| Honduras                                 | Ministru al relațiilor externe                                                                                      | Eduardo Enrique Reina                                                                                | 27 ianuarie 2022            |
| India                                    | Ministru al afacerilor externe                                                                                      | Subrahmanyam Jaishankar                                                                              | 31 mai 2019                 |
| Indonezia                                | Miniștri ai afacerilor externe (succesivi)                                                                          | Sugiono                                                                                              | 21 octombrie 20124          |
| Indonezia                                | Miniștri ai afacerilor externe (succesivi)                                                                          | Retno Marsudi                                                                                        | 27 octombrie 2014           |
| Iordania                                 | Ministru al afacerilor externe și al expatriaților                                                                  | Ayman Safadi                                                                                         | 15 ianuarie 2017            |
| Irak · (vezi și : § 9)                   | Ministru al afacerilor externe                                                                                      | Fuad Hussein                                                                                         | 6 iunie 2020                |
| Iran                                     | Miniștri ai afacerilor externe (succesivi)                                                                          | Abbas Araghchi                                                                                       | 11 august 2024              |
| Iran                                     | Miniștri ai afacerilor externe (succesivi)                                                                          | Ali Bagheri (interimar)                                                                              | 20 mai 2024                 |
| Iran                                     | Miniștri ai afacerilor externe (succesivi)                                                                          | Hossein Amir-Abdollahian                                                                             | 25 august 2021              |
| Irlanda                                  | Ministru pentru afacerile externe                                                                                   | Micheál Martin                                                                                       | 17 decembrie 2022           |
| Islanda                                  | Miniștri pentru afacerile externe (succesivi)                                                                       | Þorgerður Katrín Gunnarsdóttir                                                                       | 21 decembrie 2024           |
| Islanda                                  | Miniștri pentru afacerile externe (succesivi)                                                                       | Þórdís Kolbrún R. Gylfadóttir                                                                        | 9 aprilie 2024              |
| Islanda                                  | Miniștri pentru afacerile externe (succesivi)                                                                       | Bjarni Benediktsson                                                                                  | 14 octombrie 2023           |
| Israel · (vezi și : § 2)                 | Miniștri ai afacerilor externe (succesivi)                                                                          | Gideon Sa'ar                                                                                         | 7 noiembrie 2024            |
| Israel · (vezi și : § 2)                 | Miniștri ai afacerilor externe (succesivi)                                                                          | Israel Katz                                                                                          | 1 ianuarie 2024             |
| Italia                                   | Ministru al afacerilor externe                                                                                      | Antonio Tajani                                                                                       | 22 octombrie 2022           |
| Jamaica                                  | Ministru al afacerilor externe                                                                                      | Kamina Johnson Smith                                                                                 | 7 martie 2016               |
| Japonia                                  | Miniștri ai afacerilor externe (succesivi)                                                                          | Takeshi Iwaya                                                                                        | 1 octombrie 2024            |
| Japonia                                  | Miniștri ai afacerilor externe (succesivi)                                                                          | Yōko Kamikawa                                                                                        | 13 septembrie 2023          |
| Kazahstan                                | Ministru al afacerilor externe                                                                                      | Mukhtar Tleuberdi                                                                                    | 19 septembrie 2019          |
| Kârgâzstan                               | Ministru al afacerilor externe                                                                                      | Jeenbek Kulubayev                                                                                    | 22 aprilie 2022             |
| Kenya                                    | Secretar al Cabinetului pentru afacerile externe                                                                    | Musalia Mudavadi (prim secretar al Cabinetului)                                                      | 4 octombrie 2023            |
| Kiribati                                 | Ministru pentru afacerile externe și imigrare                                                                       | Taneti Maamau (președinte)                                                                           | 11 martie 2016              |
| Kuweit                                   | Miniștri ai afacerilor externe (succesivi)                                                                          | Abdullah Ali al-Yahya                                                                                | 17 ianuarie 2024            |
| Kuweit                                   | Miniștri ai afacerilor externe (succesivi)                                                                          | șeic Salem Abdullah Al-Jaber Al-Sabah                                                                | 17 octombrie 2022           |
| Laos                                     | Miniștri ai afacerilor externe (succesivi)                                                                          | Thongsavanh Phomvihane                                                                               | 18 noiembrie 2024           |
| Laos                                     | Miniștri ai afacerilor externe (succesivi)                                                                          | Saleumxay Kommasith                                                                                  | 19 aprilie 2016             |
| Lesotho                                  | Ministru al afacerilor externe și relațiilor internaționale                                                         | Lejone Mpotjoane                                                                                     | 4 noiembrie 2022            |
| Letonia                                  | Miniștri ai afacerilor externe (succesivi)                                                                          | Baiba Braže                                                                                          | 19 aprilie 2024             |
| Letonia                                  | Miniștri ai afacerilor externe (succesivi)                                                                          | Krišjānis Kariņš                                                                                     | 8 iulie 2023                |
| Liban                                    | Ministru al afacerilor externe și emigranților                                                                      | Abdallah Bouhabib                                                                                    | 10 septembrie 2021          |
| Liberia                                  | Miniștri ai afacerilor externe (succesivi)                                                                          | Sara Beysolow Nyanti                                                                                 | 22 ianuarie 2024            |
| Liberia                                  | Miniștri ai afacerilor externe (succesivi)                                                                          | Dee-Maxwell Saah Kemayah, Sr                                                                         | 6 octombrie 2020            |
| Libia · (vezi și : § 10)                 | Ministru al afacerilor externe și cooperătii internaționale                                                         | Taher al-Baour (interimar) (corevendicator începând cu octombrie? 2023)                              | octombrie? 2023             |
| Liechtenstein                            | Ministru al afacerilor externe                                                                                      | Dominique Hasler                                                                                     | 24 martie 2021              |
| Lituania                                 | Miniștri ai afacerilor externe (succesivi)                                                                          | Kęstutis Budrys                                                                                      | 21 noiembrie 2024           |
| Lituania                                 | Miniștri ai afacerilor externe (succesivi)                                                                          | Gabrielius Landsbergis                                                                               | 11 decembrie 2020           |
| Luxemburg                                | Ministru al afacerilor externe și imgrării                                                                          | Xavier Bettel                                                                                        | 17 noirmbrie 2023           |
| Macedonia de Nord                        | Miniștri ai afacerilor externe (succesivi)                                                                          | Timčo Mucunski                                                                                       | 23 iunie 2024               |
| Macedonia de Nord                        | Miniștri ai afacerilor externe (succesivi)                                                                          | Bujar Osmani                                                                                         | 30 august 2020              |
| Madagascar                               | Miniștri ai afacerilor externe (succesivi)                                                                          | Rasata Rafaravavitafika                                                                              | 14 ianuarie 2024            |
| Madagascar                               | Miniștri ai afacerilor externe (succesivi)                                                                          | Yvette Sylla                                                                                         | 20 februarie 2023           |
| Malaezia                                 | Miniștri ai afacerilor externe                                                                                      | Mohamad Hasan                                                                                        | 11 decembrie 2023           |
| Malawi                                   | Ministru al afacerilor externe și cooperării internaționale                                                         | Nancy Tembo                                                                                          | 28 ianuarie 2022            |
| Maldive                                  | Miniștri ai afacerilor externe și coperării internaționale (succesivi)                                              | Abdulla Khaleel                                                                                      | 30 septembrie 2024          |
| Maldive                                  | Miniștri ai afacerilor externe și coperării internaționale (succesivi)                                              | Moosa Zameer                                                                                         | 17 noiembrie 2023           |
| Mali                                     | Ministru al afacerilor externe, cooperării internaționale și integrării                                             | Abdoulaye Diop                                                                                       | 11 iunie 2021               |
| Malta                                    | Ministru al afacerilor externe                                                                                      | Ian Borg                                                                                             | 30 martie 2022              |
| Maroc · (vezi și : § 2)                  | Ministru al afacerilor externe și cooperării                                                                        | Nasser Bourita                                                                                       | 5 aprilie 2017              |
| Marshall, Insulele                       | Miniștri ai afacerilor externe (succesivi)                                                                          | Kalani Kaneko                                                                                        | 9 ianuarie 2024             |
| Marshall, Insulele                       | Miniștri ai afacerilor externe (succesivi)                                                                          | Jack Ading                                                                                           | iulie 2023                  |
| Mauritania                               | Ministru al afacerilor externe și cooperării                                                                        | Mohamed Salem Ould Merzoug                                                                           | 30 martie 2022              |
| Mauritius                                | Miniștri ai afacerilor externe și integrării regionale (succesivi)                                                  | Ritesh Ramphul                                                                                       | 22 noiembrie 2024           |
| Mauritius                                | Miniștri ai afacerilor externe și integrării regionale (succesivi)                                                  | Maneesh Gobin                                                                                        | 30 august 2023              |
| Mexic                                    | Secretari ai relațiilor externe (succesivi)                                                                         | Juan Ramón de la Fuente                                                                              | 9 octombrie 2024            |
| Mexic                                    | Secretari ai relațiilor externe (succesivi)                                                                         | Alicia Bárcena Ibarra                                                                                | 13 iunie 2023               |
| Micronezia                               | Secretar al afacerilor externe                                                                                      | Lorin S. Robert                                                                                      | 19 septembrie 2023          |
| Moldova, Republica (vezi și: § 3 și § 9) | Miniștri ai afacerilor externe și integrării europene (succesivi)                                                   | Mihai Popșoi                                                                                         | 29 ianuarie 2024            |
| Moldova, Republica (vezi și: § 3 și § 9) | Miniștri ai afacerilor externe și integrării europene (succesivi)                                                   | Nicu Popescu                                                                                         | 6 august 2021               |
| Monaco                                   | Ministru al relaților externe și cooperării                                                                         | Isabelle Berro-Amadeï                                                                                | 17 ianuarie 2022            |
| Mongolia                                 | Ministru al relațiilor externe                                                                                      | Batmunkh Battsetseg                                                                                  | 29 ianuarie 2021            |
| Mozambic                                 | Ministru al afacerilor externe și cooperării                                                                        | Verónica Macamo Dlhovo                                                                               | 17 ianuarie 2020            |
| Muntenegru                               | Miniștri ai afacerilor externe și integrării europene (succesivi)                                                   | Ervin Ibrahimović                                                                                    | 23 iunie 2024               |
| Muntenegru                               | Miniștri ai afacerilor externe și integrării europene (succesivi)                                                   | Filip Ivanović                                                                                       | 31 octombrie 2023           |
| Namibia                                  | Miniștri ai relațiilor internaționale și cooperării (succesivi)                                                     | Peya Mushelenga                                                                                      | 9 februarie 2024            |
| Namibia                                  | Miniștri ai relațiilor internaționale și cooperării (succesivi)                                                     | Netumbo Nandi-Ndaitwah                                                                               | 4 decembrie 2012            |
| Nauru                                    | Ministru pentru afacerile externe                                                                                   | Lionel Aingimea                                                                                      | 30 octombrie 2023           |
| Nepal                                    | Miniștri ai afacerilor externe (succesivi)                                                                          | Arzu Rana Deuba                                                                                      | 6 martie 2024               |
| Nepal                                    | Miniștri ai afacerilor externe (succesivi)                                                                          | Narayan Kaji Shrestha                                                                                | 6 martie 2024               |
| Nepal                                    | Miniștri ai afacerilor externe (succesivi)                                                                          | Narayan Prakash Saud                                                                                 | 16 aprilie 2023             |
| Nicaragua                                | Miniștri ai relațiilor externe (succesivi)                                                                          | Valdrack Jaentschke                                                                                  | 5 septembrie 2024           |
| Nicaragua                                | Miniștri ai relațiilor externe (succesivi)                                                                          | Denis Moncada                                                                                        | 16 ianuarie 2017            |
| Niger                                    | Ministru al afacerilor externe, cooperării, integrării africane și nigerenilor din străinătate                      | Yaou Sangaré Bakary                                                                                  | 10 august 2023              |
| Nigeria                                  | Ministru al afacerilor externe                                                                                      | Yusuf Tuggar                                                                                         | 21 august 2023              |
| Norvegia                                 | Ministru al afacerilor externe                                                                                      | Espen Barth Eide                                                                                     | 16 octombrie 2023           |
| Noua Zeelandă · (vezi și : § 7)          | Ministru al afcerilor externe                                                                                       | Winston Peters                                                                                       | 27 noiembrie 2023           |
| Oman                                     | Ministru al afacerilor externe                                                                                      | Sayyid Badr bin Hamad bin Hamood AlBusaidi                                                           | 26 august 2020              |
| Pakistan                                 | Miniștri ai afacerilor externe (succesivi)                                                                          | Ishaq Dar                                                                                            | 11 martie 2024              |
| Pakistan                                 | Miniștri ai afacerilor externe (succesivi)                                                                          | Jalil Abbas Jilani                                                                                   | 17 august 2023              |
| Palau                                    | Ministru de stat (pentru afaceri externe)                                                                           | Gustav Aitaro                                                                                        | 3 septembrie 2021           |
| Panama                                   | Miniștri ai relațiilor externe (succesivi)                                                                          | Javier Martínez-Acha                                                                                 | 1 iulie 2024                |
| Panama                                   | Miniștri ai relațiilor externe (succesivi)                                                                          | Janaina Tewaney Mencomo                                                                              | 10 octombrie 2022           |
| Papua Noua Guinee                        | Miniștri pentru afacerile externe și imigrare (succesivi)                                                           | Justin Tkatchenko                                                                                    | 18 ianuarie 2024            |
| Papua Noua Guinee                        | Miniștri pentru afacerile externe și imigrare (succesivi)                                                           | James Marape (interimar) (prim ministru)                                                             | 12 mai 2023                 |
| Paraguay                                 | Ministru al relațiilor externe                                                                                      | Rubén Ramírez Lezcano                                                                                | 15 august 2023              |
| Peru                                     | Miniștri ai relațiilor externe (succesivi)                                                                          | Elmer Schialer Salcedo                                                                               | 3 septembeie 2024           |
| Peru                                     | Miniștri ai relațiilor externe (succesivi)                                                                          | Javier González-Olaechea                                                                             | 7 noiembrie 2023            |
| Polonia                                  | Ministru al afacerilor externe                                                                                      | Radosław Sikorski                                                                                    | 13 decembrie 2023           |
| Portugalia                               | Miniștri pentru afaceri externe (succesivi)                                                                         | Paulo Rangel                                                                                         | 2 aprilie 2024              |
| Portugalia                               | Miniștri pentru afaceri externe (succesivi)                                                                         | João Gomes Cravinho                                                                                  | 30 martie 2022              |
| Qatar                                    | Ministru al afacerilor externe                                                                                      | șeic Mohammed bin Abdulrahman bin Jassim Al Thani (prim ministru)                                    | 27 ianuarie 2016            |
| Regatul Unit (vezi și : § 5 și § 11)     | Secretari de stat pentru afacerile externe și ale Commonwealth-ului (succesivi)                                     | David Lammy                                                                                          | 5 iulie 2024                |
| Regatul Unit (vezi și : § 5 și § 11)     | Secretari de stat pentru afacerile externe și ale Commonwealth-ului (succesivi)                                     | sir David Cameron                                                                                    | 22 noiembrie 2023           |
| România                                  | Miniștri ai afacerilor externe (succesivi)                                                                          | Emil Hurezeanu                                                                                       | 23 decembrie 2024           |
| România                                  | Miniștri ai afacerilor externe (succesivi)                                                                          | Luminița Teodora Odobescu                                                                            | 15 iunie 2023               |
| Rusia                                    | Ministru al afacerilor externe                                                                                      | Sergey Lavrov                                                                                        | 9 martie 2004               |
| Rwanda                                   | Miniștri ai afacerilor externe și cooperării regionale (succesivi)                                                  | Olivier Nduhungirehe                                                                                 | 12 iunie 2024               |
| Rwanda                                   | Miniștri ai afacerilor externe și cooperării regionale (succesivi)                                                  | Vincent Biruta                                                                                       | 4 octombrie 2019            |
| Samoa                                    | Ministru al afacerilor externe                                                                                      | Naomi Mataʻafa (prim-ministru)                                                                       | 24 mai 2021                 |
| San Marino                               | Secretar de stat pentru afacerile externe și politice                                                               | Luca Beccari                                                                                         | 8 ianuarie 2020             |
| São Tomé și Príncipe                     | Ministru al afacerilor externe                                                                                      | Gareth Guadalupe                                                                                     | 8 august 2023               |
| Senegal                                  | Miniștri ai afacerilor externe și senegalezilor din străinătate (succesivi)                                         | Yassine Fall                                                                                         | 8 aprilie 2024              |
| Senegal                                  | Miniștri ai afacerilor externe și senegalezilor din străinătate (succesivi)                                         | Mankeur Ndiaye                                                                                       | 9 martie 2024               |
| Senegal                                  | Miniștri ai afacerilor externe și senegalezilor din străinătate (succesivi)                                         | Ismaïla Madior Fall                                                                                  | 11 octombrie 2023           |
| Serbia · (vezi și : § 2)                 | Miniștri ai afacerilor externe (succesivi)                                                                          | Marko Đurić                                                                                          | 2 mai 2024                  |
| Serbia · (vezi și : § 2)                 | Miniștri ai afacerilor externe (succesivi)                                                                          | Ivica Dačić (prim-ministru interimar)                                                                | 23 octombrie 2022           |
| Seychelles                               | Ministru pentru afacerile externe                                                                                   | Sylvestre Radegonde                                                                                  | 16 noiembrie 2020           |
| Sfânta Lucia                             | Ministru pentru afacerile externe                                                                                   | Alva Baptiste                                                                                        | 5 august 2021               |
| Sfântul Cristofor și Nevis               | Ministru al afacerilor externe                                                                                      | Denzil Douglas                                                                                       | 13 august 2022              |
| Sfântul Vincent și Grenadine             | Miniștri ai afacerilor externe (succesivi)                                                                          | Frederick Stephenson                                                                                 | 16 iulie 2024               |
| Sfântul Vincent și Grenadine             | Miniștri ai afacerilor externe (succesivi)                                                                          | Keisal M. Peters                                                                                     | 26 august 2022              |
| Sierra Leone                             | Ministru al afacerilor externe și cooperării internaționale                                                         | Musa Timothy Kabba                                                                                   | 10 iulie 2023               |
| Singapore                                | Ministru pentru afacerile externe                                                                                   | Vivian Balakrishnan                                                                                  | 1 octombrie 2015            |
| Siria                                    | Miniștri ai afacerilor externe și expatriaților (succesivi)                                                         | Asaad Hassan al-Shaybani                                                                             | 21 decembrie 2024           |
| Siria                                    | Miniștri ai afacerilor externe și expatriaților (succesivi)                                                         | funcție vacantă                                                                                      | 8 decembrie 2024            |
| Siria                                    | Miniștri ai afacerilor externe și expatriaților (succesivi)                                                         | Bassam al-Sabbagh                                                                                    | 23 septembrie 2024          |
| Siria                                    | Miniștri ai afacerilor externe și expatriaților (succesivi)                                                         | Faisal Mekdad                                                                                        | 22 noiembrie 2020           |
| Slovacia                                 | Ministru al afacerilor externe și europene                                                                          | Juraj Blanár                                                                                         | 25 octombrie 2023           |
| Slovenia                                 | Ministru al afacerilor externe                                                                                      | Tanja Fajon                                                                                          | 1 iunie 2022                |
| Solomon, Insulele                        | Miniștri ai afacerilor externe (succesivi)                                                                          | Peter Shannel Agovaka                                                                                | 7 mai 2024                  |
| Solomon, Insulele                        | Miniștri ai afacerilor externe (succesivi)                                                                          | Jeremiah Manele                                                                                      | 25 aprilie 2019             |
| Somalia · (vezi și : § 3)                | Miniștri ai afacerilor externe și cooperării internaționale (succesivi)                                             | Ahmed Moalim Fiqi                                                                                    | 7 aprilie 2024              |
| Somalia · (vezi și : § 3)                | Miniștri ai afacerilor externe și cooperării internaționale (succesivi)                                             | Ali Mohamed Omar (interimar)                                                                         | 18 decembrie 2023           |
| Spania · (vezi și : § 11)                | Ministru al afacerilor externe și cooperării                                                                        | José Manuel Albares                                                                                  | 10 iulie 2021               |
| Sri Lanka                                | Miniștri ai afacerilor externe (succesivi)                                                                          | Vijitha Herath                                                                                       | 25 septembrie 2024          |
| Sri Lanka                                | Miniștri ai afacerilor externe (succesivi)                                                                          | Ali Sabry                                                                                            | 22 iulie 2022               |
| Statele Unite ale Americii               | Secretar de stat | Antony Blinken                                                                                       | 26 ianuarie 2021            |
| Sudan                                    | Miniștri ai afacerilor externe (succesivi)                                                                          | Ali Youssef Ahmed al-Sharif                                                                          | 3 noiembrie 2024            |
| Sudan                                    | Miniștri ai afacerilor externe (succesivi)                                                                          | Hussein Awad Ali Mohamed                                                                             | 17 aprilie 2024             |
| Sudan                                    | Miniștri ai afacerilor externe (succesivi)                                                                          | Ali Sadiq Ali (interimar)                                                                            | 19 ianuarie 2022            |
| Sudanul de Sud                           | Miniștri ai afacerilor externe și cooperării internaționale (succesivi)                                             | Ramadan Abdallah Goc                                                                                 | 25 aprilie 2024             |
| Sudanul de Sud                           | Miniștri ai afacerilor externe și cooperării internaționale (succesivi)                                             | James Pitia Morgan                                                                                   | 4 septembrie 2023           |
| Suedia                                   | Miniștri pentru afacerile externe (succesivi)                                                                       | Maria Malmer Stenergard                                                                              | 10 septembrie 2024          |
| Suedia                                   | Miniștri pentru afacerile externe (succesivi)                                                                       | Tobias Billström                                                                                     | 18 octombrie 2022           |
| Surinam                                  | Ministru al afacerilor externe                                                                                      | Albert Ramdin                                                                                        | 16 iulie 2020               |
| Tadjikistan                              | Ministru al afacerilor externe                                                                                      | Sirodjidin Aslov                                                                                     | 29 noiembrie 2013           |
| Tanzania                                 | Miniștri pentru afacerile externe, cooperare internațională și integrare regională (succesivi)                      | Mahmoud Thabit Kombo                                                                                 | 21 iulie 2024               |
| Tanzania                                 | Miniștri pentru afacerile externe, cooperare internațională și integrare regională (succesivi)                      | January Makamba                                                                                      | 1 septembrie 2023           |
| Thailanda                                | Miniștri ai afacerilor externe (succesivi)                                                                          | Maris Sangiampongsa                                                                                  | 30 aprilie 2024             |
| Thailanda                                | Miniștri ai afacerilor externe (succesivi)                                                                          | Parnpree Bahiddha-Nukara                                                                             | 5 septembrie 2023           |
| Timorul de Est                           | Ministru al afacerilor externe și cooperării                                                                        | Bendito Freitas                                                                                      | 1 iulie 2023                |
| Togo                                     | Ministru al afacerilor externe și cooperării                                                                        | Robert Dussey                                                                                        | 17 septembrie 2013          |
| Tonga                                    | Miniștri pentru afacerile externe (succesivi)                                                                       | Samiu Vaipulu (interimar) (prim-ministru interimar)                                                  | 10 decembrie 2024           |
| Tonga                                    | Miniștri pentru afacerile externe (succesivi)                                                                       | Siaosi Sovaleni (interimar) (prim-ministru)                                                          | 28 martie? 2024             |
| Tonga                                    | Miniștri pentru afacerile externe (succesivi)                                                                       | Fekitamoeloa ʻUtoikamanu                                                                             | 28 decembrie 2021           |
| Trinidad și Tobago                       | Ministru al afacerilor externe                                                                                      | Amery Browne                                                                                         | 19 august 2020              |
| Tunisia                                  | Miniștri ai afacerilor externe (succesivi)                                                                          | Mohamed Ali Nafti                                                                                    | 25 august 2024              |
| Tunisia                                  | Miniștri ai afacerilor externe (succesivi)                                                                          | Nabil Ammar                                                                                          | 7 februarie 2023            |
| Turcia                                   | Ministru al afacerilor externe                                                                                      | Hakan Fidan                                                                                          | 4 iunie 2023                |
| Turkmenistan                             | Ministru al afacerilor externe                                                                                      | Rașit Meredow                                                                                        | 7 iulie 2001                |
| Tuvalu                                   | Miniștri pentru afacerile externe (succesivi)                                                                       | Paulson Panapa                                                                                       | 28 februarie 2024           |
| Tuvalu                                   | Miniștri pentru afacerile externe (succesivi)                                                                       | Panapasi Nelesone                                                                                    | iulie 2023                  |
| Țările de Jos                            | Miniștri ai afacerilor externe (succesivi)                                                                          | Caspar Veldkamp                                                                                      | 2 iulie 2024                |
| Țările de Jos                            | Miniștri ai afacerilor externe (succesivi)                                                                          | Hanke Bruins Slot                                                                                    | 16 septembrie 2023          |
| Ucraina                                  | Miniștri ai afacerilor externe (succesivi)                                                                          | Andrii Sibiga                                                                                        | 5 septembrie 2024           |
| Ucraina                                  | Miniștri ai afacerilor externe (succesivi)                                                                          | Dmytro Kuleba                                                                                        | 4 februarie 2020            |
| Uganda                                   | Ministru al afacerilor externe                                                                                      | Jeje Odongo                                                                                          | 21 iunie 2021               |
| Ungaria                                  | Ministru al afacerilor externe                                                                                      | Péter Szijjártó                                                                                      | 23 septembrie 2014          |
| Uruguay                                  | Ministru al relațiilor externe                                                                                      | Omar Paganini                                                                                        | 6 noiembrie 2023            |
| Uzbekistan                               | Ministru al afacerilor externe                                                                                      | Bakhtiyor Saidov                                                                                     | 30 decembrie 2022           |
| Vanuatu                                  | Ministru pentru afacerile externe                                                                                   | Matai Seremaiah                                                                                      | 9 octombrie 2023            |
| Vatican / Sfântul Scaun                  | Secretar pentru relațiile cu statele (Sfântul Scaun)                                                                | Paul Gallagher                                                                                       | 8 noiembrie 2014            |
| Venezuela                                | Ministru al puterii populare pentru afacerile externe                                                               | Yván Gil Pinto                                                                                       | 6 ianuarie 2023             |
| Vietnam                                  | Ministru al afacerilor externe                                                                                      | Bùi Thanh Sơn                                                                                        | 8 aprilie 2021              |
| Yemen · (vezi și : § 10)                 | Miniștri ai afacerilor externe (succesivi)                                                                          | Shayea Mohsen al-Zindani < (corevendicator începând cu 27 martie 2024)                               | 27 martie 2024              |
| Yemen · (vezi și : § 10)                 | Miniștri ai afacerilor externe (succesivi)                                                                          | Ahmad Awad Bin Mubarak (prim-ministru) (corevendicator din 18 decembrie 2020 până în 27 martie 2024) | 18 decembrie 2020           |
| Zambia                                   | Ministru al afacerilor externe                                                                                      | Mulambo Haimbe                                                                                       | 28 decembrie 2023           |
| Zimbabwe                                 | Miniștri ai afacerilor externe (succesivi)                                                                          | Amon Murwira                                                                                         | 15 ocombrie 2024            |
| Zimbabwe                                 | Miniștri ai afacerilor externe (succesivi)                                                                          | Frederick Shava                                                                                      | 8 februarie 2021            |

## State independente recunoscute parțial
| Statul                           | Separat din                                 | Funcția | Numele                      | Începând cu       |
| -------------------------------- | ------------------------------------------- | --- | --------------------------- | ----------------- |
| Abhazia                          | Georgia                                     | Miniștri pentru afacerile externe (succesivi)                                                                     | Sergei Shamba (interimar) , | 6 august 2024     |
| Abhazia                          | Georgia                                     | Miniștri pentru afacerile externe (succesivi)                                                                     | Odyssey Bigvava (interimar) | 28 mai 2024       |
| Abhazia                          | Georgia                                     | Miniștri pentru afacerile externe (succesivi)                                                                     | Irakli Tuzhba (interimar)   | 7 mai 2024        |
| Abhazia                          | Georgia                                     | Miniștri pentru afacerile externe (succesivi)                                                                     | Inal Ardzinba               | 17 noiembrie 2021 |
| Ciprul de Nord                   | Cipru                                       | Ministru al afacerilor externe                                                                                    | Tahsin Ertuğruloğlu         | 25 aprilie 2022   |
| Kosovo                           | Serbia                                      | Ministru al afacerilor externe                                                                                    | Donika Gërvalla             | 22 martie 2021    |
| Osetia de Sud – Alania           | Georgia                                     | Ministru al afacerilor externe                                                                                    | Akhsar Dzhioev              | 15 august 2022    |
| Statul Palestina (vezi și : § 4) | Israel · Autoritatea Națională Palestiniană | Șeful Départementului Relațiilor Internaționale al Comitetului Executiv al Organizației de Eliberare a Palestinei | Ziad Abu Amr                | 2 august 2018     |
| Sahara occidentală               | Maroc                                       | Ministru al afacerilor externe                                                                                    | Mohamed Sidati              | 14 februarie 2023 |
| Taiwan                           | China                                       | Miniștri ai afacerilor externe (succesivi)                                                                        | Lin Chia-lung               | 20 mai 2024       |
| Taiwan                           | China                                       | Miniștri ai afacerilor externe (succesivi)                                                                        | Joseph Wu                   | 26 februarie 2018 |

## State independente nerecunoscute
| Statul       | Separat din        | Funcția                                                                 | Numele                       | Începând cu        |
| ------------ | ------------------ | ----------------------------------------------------------------------- | ---------------------------- | ------------------ |
| Somaliland   | Somalia            | Miniștri ai afacerilor externe și cooperării internaționale (succesivi) | Abdirahman Dahir Adan Bakaal | 14 decembrie 2024  |
| Somaliland   | Somalia            | Miniștri ai afacerilor externe și cooperării internaționale (succesivi) | Essa Kayd                    | 2 septembrie 2021  |
| Transnistria | Moldova, Republica | Ministru al afacerilor externe                                          | Vitaly Ignatyev              | 14 septembrie 2015 |

## Entități cu statut apropiat de cel de stat
| Entitate                                           | Funcție                                                                                                 | Nume                             | Începând cu       |
| -------------------------------------------------- | --- | -------------------------------- | ----------------- |
| Ordinul de Malta                                   | Mare Cancelar                                                                                           | Riccardo Paternò di Montecupo    | 1 septembrie 2022 |
| Autoritatea Națională Palestiniană (vezi și : § 2) | Miniștri ai afacerilor externe (succesivi)                                                              | Mohammad Mustafa (prim-ministru) | 31 martie 2024    |
| Autoritatea Națională Palestiniană (vezi și : § 2) | Miniștri ai afacerilor externe (succesivi)                                                              | Riyad al-Maliki                  | 1 septembrie 2007 |
| Uniunea Europeană                                  | Înalți Reprezentanți ai Unuinii Europene pentru afacerile externe și politica de securitate (succesivi) | Kaja Kallas                      | 1 decembrie 2024  |
| Uniunea Europeană                                  | Înalți Reprezentanți ai Unuinii Europene pentru afacerile externe și politica de securitate (succesivi) | Josep Borrell                    | 1 noiembrie 2019  |

## Teritorii britanice de peste mări și dependențe ale coroanei britanice
| Teritoriu | Suveranitate      | Funcția                                                                 | Numele           | Începând cu       |
| --------- | ----------------- | ----------------------------------------------------------------------- | ---------------- | ----------------- |
| Gibraltar | Marea Britanie    | Ministru pentru acțiune externǎ                                         | Joseph Garcia    | 21 octombrie 2019 |
| Guernsey  | Coroana britanică | Conducător pentru relațiile externe (ministru pentru relațiile externe) | Jonathan Le Tocq | 6 mai 2016        |
| Jersey    | Coroana britanică | Miniștri pentru relațiile externe (succesivi)                           | Ian Gorst        | 30 ianuarie 2024  |
| Jersey    | Coroana britanică | Miniștri pentru relațiile externe (succesivi)                           | Philip Ozouf     | 11 iulie 2022     |

## Departamente și colectivități de peste mări și teritorii cu statut special franceze
| Teritoriu          | Suveranitate | Funcția                  | Numele            | Începând cu  |
| ------------------ | ------------ | ------------------------ | ----------------- | ------------ |
| Noua Caledonie     | Franța       | Președinte al guvernului | Louis Mapou       | 8 iulie 2021 |
| Polinezia Franceză | Franța       | Președinte               | Moetai Brotherson | 12 mai 2023  |

## Dependințe și teritorii speciale ale Noii-Zeelande
| Teritoriu      | Suveranitate  | Funcția                                                  | Numele                                       | Începând cu      |
| -------------- | ------------- | -------------------------------------------------------- | -------------------------------------------- | ---------------- |
| Cook, Insulele | Noua Zeelandă | Miniștri ai afacerilor externe și imigrației (succesivi) | Tingika Elikana                              | 8 februarie 2024 |
| Cook, Insulele | Noua Zeelandă | Miniștri ai afacerilor externe și imigrației (succesivi) | Mark Brown (prim ministru)                   | 8 octombrie 2020 |
| Niue, Insule   | Noua Zeelandă | Ministru al Agențiilor Centrale                          | Dalton Tagelagi (premier apoi prim-ministru) | 11 iunie 2020    |
| Tokelau        | Noua Zeelandă | Șefi ai guvernului (succesivi)                           | Alapati Tavite                               | 12 martie 2024   |
| Tokelau        | Noua Zeelandă | Șefi ai guvernului (succesivi)                           | Kelihiano Kalolo                             | 6 martie 2023    |

## Teritorii speciale ale Statelor Unite ale Americii
| Teritoriu  | Suveranitate               | Funcția          | Numele            | Începând cu   |
| ---------- | -------------------------- | ---------------- | ----------------- | ------------- |
| Porto Rico | Statele Unite ale Americii | Secretar de stat | Omar Marrero Díaz | 13 iulie 2021 |

## Alte teritorii nesuverane
| Teritoriu           | Suveranitate       | Funcția                                   | Numele                | Începând cu        |
| ------------------- | ------------------ | ----------------------------------------- | --------------------- | ------------------ |
| Feroe, Insulele     | Danemarca          | Ministru al afacerilor externe            | Høgni Hoydal          | 22 decembrie 2022  |
| Găgăuzia            | Moldova, Republica | Șef al Departamentului Relațiilor Externe | Anastasia Ciolac      | 20 septembrie 2023 |
| Groenlanda          | Danemarca          | Ministru al afacerilor externe            | Vivian Motzfeldt      | 5 aprilie 2022     |
| Kurdistanul Irakian | Irak               | Șeful Departamentului de Relații Externe  | Safeen Muhsin Dizayee | iulie 2019         |

## Guverne în exil și / sau alterantive
| Entitate                                         | Suveranitate recunoscută internațional (Statut) | Funcția                                                                      | Numele                                                                          | Începând cu       |
| ------------------------------------------------ | --- | ---------------------------------------------------------------------------- | ------------------------------------------------------------------------------- | ----------------- |
| Republica Islamică Afganistan                    | Emiratul Islamic Afganistan (Guvernul în exil al Republicii Islamice Afganistan creat de Frontul Rezistenței Naționale al Afganistanului, alianță anti-Taliban) | Șeful organismului pentru relații externe al Frontului Rezistenței Naționale | Ali Maisam Nazary                                                               | ?                 |
| Republica Artsakh                                | Azerbaidjan · (Guvern în exil ȋn urma preluǎrii controlului regiunii de cǎtre Azerbaidjan)                                                                      | Ministru al afacerilor externe                                               | Sergey Ghazaryan                                                                | 1 ianuarie 2024   |
| Belarus                                          | Belarus · Administrația Popularǎ Anticrizǎ · (Organizație de tip guvern din umbrǎ)                                                                              | Responsabil pentru politica externǎ                                          | Vladzimir Astapenka                                                             | septembrie 2022   |
| Belarus                                          | Belarus · Cabinetul Unit de Tranziție · (Guvern alternativ ȋn exil)                                                                                             | Membru al cabinetului pentru relații externe                                 | Valery Kavaleuski                                                               | 9 august 2022     |
| Guvernul de Unitate Națională al Birmaniei       | Birmania · (Guvern alternatv provizoriu constituit de Comitetului reprezentȃnd Pyidaungsu Hluttaw (Adunarea Uniunii) al Birmaniei și grupuri politice aliate)   | Ministru al afacerilor externe                                               | Zin Mar Aung , (corevendicatoare din 2 martie 2021)                             | 16 aprilie 2021   |
| Guvernul Alternativ al Estoniei                  | Estonia · (Guvern „în exil” care se consideră succesor al guvernului în exil din timpul ocupației sovietice)                                                    | Ministru al afacerilor externe                                               | Toomas Mathiesen                                                                | 8 iulie 2019      |
| Guvernul Stabilității Naționale din Libia        | Libia · (Guvern alternativ aprobat de Camera Reprezentanților din Libia și susținut de Armata Națională Libiană)                                                | Ministru al afacerilor externe și cooperătii internaționale                  | Abdul Hadi Al-Hawij , (corevendicator începând cu august 2023.)                 | august 2023       |
| Administrația Centrală Tibetană                  | China (Guvern în exil) | Kalon (ministru) al informațiilor și relațiilor internaționale               | Norzin Dolma                                                                    | 10 noiembrie 2021 |
| Guvernul Schimbării și Construcției al Yemenului | ' Yemen · (Guvern alternativ instituit de Consiliului Politic Suprem instalat de rebelii zaidiști Ansar Allah sau Houthis și aliații lor)                       | Miniștri ai afacerilor externe (succesivi)                                   | Jamal Amer (corevendicator începând cu 20 august 2024)                          | 20 august 2024    |
| Guvernul Schimbării și Construcției al Yemenului | ' Yemen · (Guvern alternativ instituit de Consiliului Politic Suprem instalat de rebelii zaidiști Ansar Allah sau Houthis și aliații lor)                       | Miniștri ai afacerilor externe (succesivi)                                   | Hisham Abdullah . (corevendicator din 28 noiembrie 2016 până în 20 august 2024) | 28 noiembrie 2016 |
| Guvernul Salvǎrii Naționale al Yemenului         | Yemen · (Guvern alternativ instituit de Consiliului Politic Suprem instalat de rebelii zaidiști Ansar Allah sau Houthis și aliații lor)                         | redenumit Guvernul Schimbării și Construcției                                |                                                                                 | 10 August 2024    |
| Guvernul Salvǎrii Naționale al Yemenului         | Yemen · (Guvern alternativ instituit de Consiliului Politic Suprem instalat de rebelii zaidiști Ansar Allah sau Houthis și aliații lor)                         | Ministru al afacerilor externe                                               | Hisham Abdullah , (corevendicator începând cu 28 noiembrie 2016)                | 28 noiembrie 2016 |
| Consiliul de Tranziție al Sudului Yemenului      | Yemen | Director al Direcției Generale pentru Afaceri Externe                        | Mohammed al-Ghaithi                                                             | 11 mai 2017       |

## Diviziuni administrative autonome
Au fost prezentate doar diviziunile administrative care au în cadrul guvernului local portofoliul de ministru al afacerilor externe sau echivalent
| Diviziune                                          | Aparține de  | Funcția                                                            | Numele                                    | Începând cu        |
| -------------------------------------------------- | ------------ | ------------------------------------------------------------------ | ----------------------------------------- | ------------------ |
| Regiunea Capitalei Bruxelles                       | Belgia       | Secretar de stat pentru afaceri europene și internaționale         | Ans Persoons                              | 19 iulie 2023      |
| Cantabria                                          | Spania       | Consilierǎ pentru acțiune externă                                  | Isabel Urrutia                            | 10 iulie 2023      |
| Catalonia                                          | Spania       | Consilieri pentru acțiune externă și Uniunea Europeanâ (succesivi) | Jaume Duch Guillot                        | 12 august 2024     |
| Catalonia                                          | Spania       | Consilieri pentru acțiune externă și Uniunea Europeanâ (succesivi) | Meritxell Serret                          | 10 octombrie 2022  |
| Comunitatea Francezǎ (Federația Valonia-Bruxelles) | Belgia       | Miniștri prezidenți (succesivi)                                    | Élisabeth Degryse                         | 15 iulie 2024      |
| Comunitatea Francezǎ (Federația Valonia-Bruxelles) | Belgia       | Miniștri prezidenți (succesivi)                                    | Pierre-Yves Jeholet                       | 13 septembrie 2019 |
| Flandra                                            | Belgia       | Ministru pentru afacerile externe                                  | Matthias Diependaele (ministru prezident) | 30 septembrie 2024 |
| Flandra                                            | Belgia       | Ministru pentru politica externă                                   | funcție înlocuită                         | 30 septembrie 2024 |
| Flandra                                            | Belgia       | Ministru pentru politica externă                                   | Jan Jambon (ministru prezident)           | 2 octombrie 2019   |
| Québec                                             | Canada       | Ministru al relațiilor internaționale și francofoniei              | Martine Biron                             | 20 octombrie 2022  |
| Scoția                                             | Regatul Unit | Secretar al Cabinetului pentru afacerile externe                   | Angus Robertson                           | 21 mai 2021        |
| Valonia                                            | Belgia       | Miniștri prezidenți (succesivi)                                    | Adrien Dolimont                           | 14 iulie 2024      |
| Valonia                                            | Belgia       | Miniștri prezidenți (succesivi)                                    | Elio Di Rupo                              | 13 septembrie 2019 |
| Țara Galilor                                       | Regatul Unit | Primi-miniștri (succesivi)                                         | Eluned Morgan baroană Morgan of Ely       | 6 august 2024      |
| Țara Galilor                                       | Regatul Unit | Primi-miniștri (succesivi)                                         | Vaughan Gething                           | 20 martie 2024     |
| Țara Galilor                                       | Regatul Unit | Primi-miniștri (succesivi)                                         | Mark Drakeford                            | 8 octombrie 2020   |